# Liederbuch für Niedersachsen
Das Liederbuch für Niedersachsen ist ein handliches Liederbuch, das auf ca. 280 Seiten hoch- und plattdeutsche Lieder aus allen Regionen Niedersachsens enthält. Auswahl und Bearbeitung hat Rolf Wilhelm Brednich (Seminar für Volkskunde der Universität Göttingen) in Zusammenarbeit mit Roland Wohlfart vorgenommen. Herausgegeben wurde es 1994 von dem Niedersächsischen Heimatbund e.V.

## Aufbau und Inhalt
Das Liederbuch enthält auf 311 Seiten Vorwort und Einführung, ein Inhaltsverzeichnis, den Liedteil und einen Anhang.
Der Liedteil (Seiten 11–290) ist in die Kapitel Arbeit, Fremde, Gedanken, Heimat, Historische Balladen, Jahr und Tag, Kinder, Liebe und Scherz gegliedert. Dieser Teil enthält ca. 300 Lieder in hoch- und plattdeutscher Sprache – rund 100 davon in Plattdeutsch oder regionaltypischer (z. B. Harzer) Sprache.
Dabei wird jedes Lied mit allen Strophen, mit Noten (einstimmig, ohne Akkorde) und mit einer kurzen Erläuterung vorgestellt.
Der Anhang enthält ein Quellenverzeichnis und ein Verzeichnis der Lieder (fortlaufend nach Kapiteln  und in alphabetischer Reihenfolge).
Der Bearbeiter schreibt in der Einführung: „Die Bestimmung dieses Liederbuches zielt auf das Singen und auf die aktive Aneignung der darin enthaltenen Texte und Melodien. Es ist daher keine primär wissenschaftliche Edition, sondern eine Sammlung zur Benutzung, ein Gebrauchsliederbuch.“

## Ausgaben
- Rolf Wilhelm Brednich (Auswahl u. Bearbeitung): Liederbuch für Niedersachsen. Herausgeber: Niedersächsischer Heimatbund e.V., Möseler Verlag, Wolfenbüttel 1994, 311 Seiten, ISBN 3-7877-1100-7